# BMW Série 5 Gran Turismo

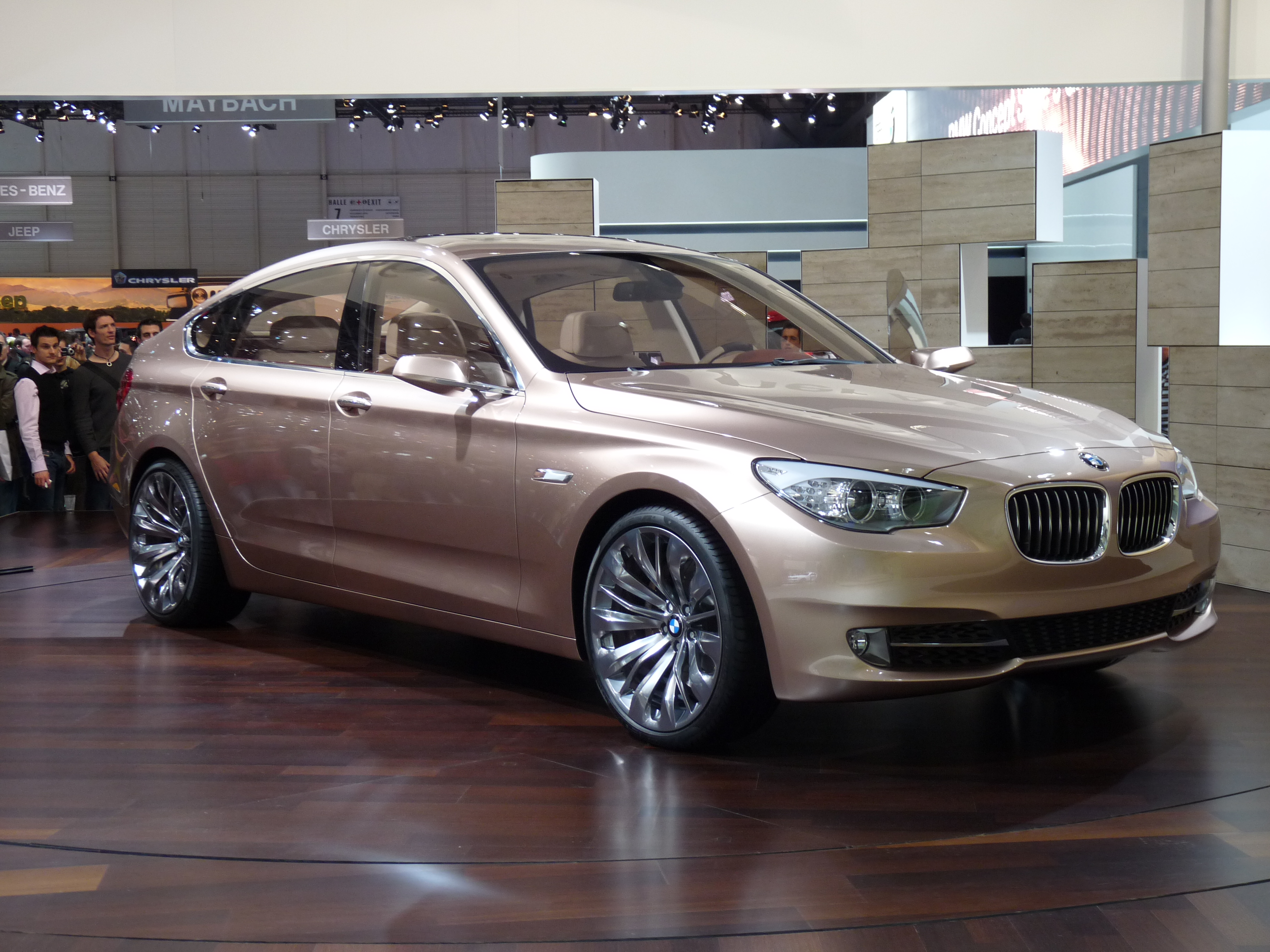
BMW Série 5 GT Concept

La BMW Série 5 Gran Turismo ou GT est un véhicule fabriqué par le constructeur allemand BMW qui est disponible depuis la fin 2009. Cette voiture est un concept nouveau alliant une voiture routière de luxe, un tout-terrains et un coupé. BMW crée une nouvelle catégorie pour cette voiture : « Progressive Activity Sedan » ou PAS. La Série 5 Gran Turismo a préfiguré la BMW Série 5 F10 qui a été présentée au public début 2010.

## Présentation
Présentée au public lors du Salon international de l'automobile de Genève qui s'est tenu en mars 2009, la Série 5 GT est à la Série 5 Touring (break) ce qu'est le X6 au X5 : une version coupé qui possède 5 portes. Inspirée des derniers véhicules de la marque, la Série 5 GT allie un profil de X6 avec la face avant d'une BMW Série 7.
À l'intérieur, la banquette arrière est réglable et l'espace aux jambes est allongé par rapport à une série 5 classique pour se rapprocher de celui d'une BMW Série 7. Comme les autres productions de BMW, la Série 5 GT profitera des technologies Efficient Dynamics.

## Motorisations
Les motorisations proposées sont :

### Diesel
- GT 530d : 6 cylindres en ligne turbo diesel de 245 ch (novembre 2009)
- GT 535d : 6 cylindres en ligne bi-turbo diesel d'environ 300 ch (printemps 2010)

### Essence
- GT 535i : 6 cylindres en ligne turbo essence de 306 ch (BMW N55) et 400 N m de couple (novembre 2009)
- GT 550i : V8 essence bi-turbo de 407 ch (printemps 2010)